# (I'll Never Be) Maria Magdalena
Pour les articles homonymes, voir Maria Magdalena (chanson).
Singles de Sandra
Japan ist weit
(1984) In the Heat of the Night
(1985)
(I'll Never Be) Maria Magdalena, plus connu sous le simple titre de Maria Magdalena, est une chanson pop de la chanteuse d'origine allemande Sandra. Le single est pour la première fois commercialisé en mars 1985 comme single principal de son premier album, The Long Play (premier album international). Le titre est resté trois semaines en tête du European Hot 100 Singles en 1985.

## Formats des singles
Single 7"
1. (I'll Never Be) Maria Magdalena — 4:00
2. Party Games (instrumental) — 3:21

Maxi 12"
1. (I'll Never Be) Maria Magdalena (extended mix) — 7:12
2. Party Games (instrumental) — 3:21

CD maxi - 1993
1. Maria Magdalena '93 (radio edit) — 3:58
2. Maria Magdalena '93 (club mix) — 6:01
3. Maria Magdalena (original version) — 3:58

Maxi 12" - 1999
1. Maria Magdalena '99 (original version) — 3:58
2. Maria Magdalena '99 (remix version) — 3:59

## Accueil
- AllMusic [1] (single de 1993)

## Classements
| Classement (1985-86)                   | Meilleure position |
| -------------------------------------- | ------------------ |
| Suisse (Schweizer Hitparade)           | 1                  |
| Allemagne (Media Control AG)           | 1                  |
| Autriche (Ö3 Austria Top 40)           | 1                  |
| France (SNEP)                          | 5                  |
| Pays-Bas (Single Top 100)              | 2                  |
| Pays-Bas (Nederlandse Top 40)          | 1                  |
| Belgique (Flandre Ultratop 50 Singles) | 3                  |
| Suède (Sverigetopplistan)              | 1                  |
| Norvège (VG-lista)                     | 1                  |
| Royaume-Uni (Official Charts Company)  | 91                 |
| Afrique du Sud (Springbok Charts)      | 2                  |
| Europe (Eurochart Hot 100)             | 1                  |